# Passeport jamaïcain
Le passeport jamaïcain est un document de voyage international délivré aux ressortissants jamaïcains qui peut aussi servir de preuve de la citoyenneté jamaïcaine. Ce passeport est un passeport Caricom, la Jamaïque étant membre de la Communauté des Caraïbes.
En mars 2019, les citoyens jamaïcains avaient un accès sans visa ou avec visa à l'arrivée à 93 pays et territoires, ce qui classe le passeport jamaïcain au 59e rang en termes de liberté de voyage (à égalité avec le passeport de la Papouasie-Nouvelle-Guinée) selon l'indice Henley des restrictions de visa.

## Déclaration relative aux passeports
Les passeports jamaïcains contiennent sur leur couverture intérieure les mots suivants, en anglais uniquement :
The Minister of Foreign Affairs requests and requires in the name of the Government of Jamaica all those whom it may concern to allow the bearer to pass freely without let or hindrance and to afford such assistance and protection as may be necessary.

## Physical appearance
Les passeports délivrés après septembre 2001 sont des passeports lisibles par machine et portent donc une zone lisible par machine commençant par P<JAM. Sur la page du titulaire, les informations suivantes sont inscrites:
- Photo (Largeur: 35mm, Taille: 45mm; Hauteur de la tête (jusqu'au sommet des cheveux): 33mm; Distance du sommet de la photo jusqu'au sommet des cheveux: 4mm)
- Nom de famille
- Prénoms
- Nationalité (jamaïcaine)
- Date de délivrance/expiration
- Date et lieu de naissance